# Keisuke Yamanami
Keisuke Yamanami (jap. 山南敬助 Yamanami Keisuke; ur. 20 marca 1833, zm. 23 lutego 1865) – japoński samuraj. Jeden z pierwszych członków i jeden z dwóch zastępców dowódcy Shinsengumi.
Jest możliwe, że Yamanami wymawiał swoje nazwisko jako "Sannan" (czytanie sinojapońskie znaków 山南). Był dobrze wykształcony. Uznawano go za mistrza stylu kenjutsu Hokushin-ittō-ryū (styl północnej gwiazdy), ale w późniejszym czasie dołączył do dojo Shieikan, prowadzonego przez Isami Kondō.
W wyniku różnic poglądów, Yamanami próbował opuścić Shinsengumi, co było jednak surowo zabronione. Karą była śmierć. Został schwytany i zmuszony do popełnienia seppuku. Jego sekundantem (kaishaku) był Sōji Okita. Zgodnie z legendą, Okita znalazł go i przyprowadził do Kondō i Toshizō Hijikaty. Wybuchła kłótnia, w której Okita dobył miecza przeciwko Yamanamiemu. Później Okita dostał rozkaz służenia jako kaishaku Yamanamiego.
Postać Yamanamiego występuje w mangach i anime: Peacemaker Kurogane, Shinsengumi Imon, Kaze Hikaru. W Kaze Hikaru jest on przedstawiony jako łagodny i rozważny człowiek, którego śmierć jest wynikiem serii niefortunnych wydarzeń. Pod nazwiskiem "Sannan" występuje w anime Hakuōki Shinsengumi Kitan.